# Spruga
Spruga (La Sprüga im Tessiner Dialekt, Sprugg auf Schweizerdeutsch) ist ein Dorf in der Bürgergemeinde Comologno in der Schweizer Gemeinde Onsernone im Bezirk Locarno im Kanton Tessin. Es liegt an den sonnigen, nach Süden ausgerichteten Hängen oberhalb des Flusses Isorno an der Grenze zu Italien.
Die erste urkundliche Erwähnung von Spruga geht auf das Jahr 1285 zurück. Spruga ist das letzte Dorf an der einzigen Strasse ins Onsernonetal und die nächstgelegene Siedlung zu den früheren Thermalbädern Bagni di Craveggia, wo 1819 ein sechsstöckiges Hotel gebaut wurde, das heute eine Ruine, aber für die Öffentlichkeit zugänglich ist. Im 19. Jahrhundert mussten die Besucher der Thermen eine achtstündige Kutschfahrt von Locarno nach Comologno unternehmen und dann die letzten drei bis vier Kilometer auf einem unbefestigten Weg durch Spruga mit ihrem Gepäck auf Maultieren oder von Einheimischen getragen zurücklegen. Die Post wurde zu Fuss ins Onsernonetal und wieder zurück nach Loco gebracht, wo sie dann verteilt und abgeholt wurde.
Eine Strasse nach Comologno wurde zwischen 1898 und 1900 gebaut. Seit 1932, als der alte Fuss- und Saumpfad zwischen Spruga und Comologno zu einer Strasse ausgebaut wurde, ist Spruga durch PostAuto Schweiz in das ausgedehnte öffentliche Verkehrssystem der Schweiz eingebunden, das von morgens bis spät abends Verbindungen anbietet und auch die Post befördert. Die grossen Postautos in den engen Strassen sind zu einem wichtigen Merkmal der Region und durch ihre Nostalgiehupe zu einer eigenen Touristenattraktion geworden.